# قسم جمون
قِسْمُ جَمُّون (بالهندستانية: جموں ڈویژن) من أقسام إقليم جمون وكشمير الذي تديره حكومة الهند المركزية وهو على جنوب قسم كشمير وراء جبال بير بنجال ومركزه مدينة جمون. ومن أكبر الأنهار الجارية فيه نهر جناب.

## أعلام
- بادما ساتشديف
- أوم براكاش